# Epipedobates boulengeri
Epipedobates boulengeri (tên tiếng Anh: Marbled Poison Frog) là một loài ếch thuộc họ Dendrobatidae.
Loài này có ở Colombia và Ecuador.
Môi trường sống tự nhiên của chúng là rừng ẩm vùng đất thấp nhiệt đới hoặc cận nhiệt đới, vùng núi ẩm nhiệt đới hoặc cận nhiệt đới, sông ngòi, vườn nông thôn, và rừng thoái hóa nghiêm trọng.
Chúng hiện đang bị đe dọa vì mất môi trường sống.